# Park Cztery Pory Roku
Park Cztery Pory Roku – park edukacyjno-kulturalny zlokalizowany w Gębiczynie w gminie Czarnków.

## Geneza

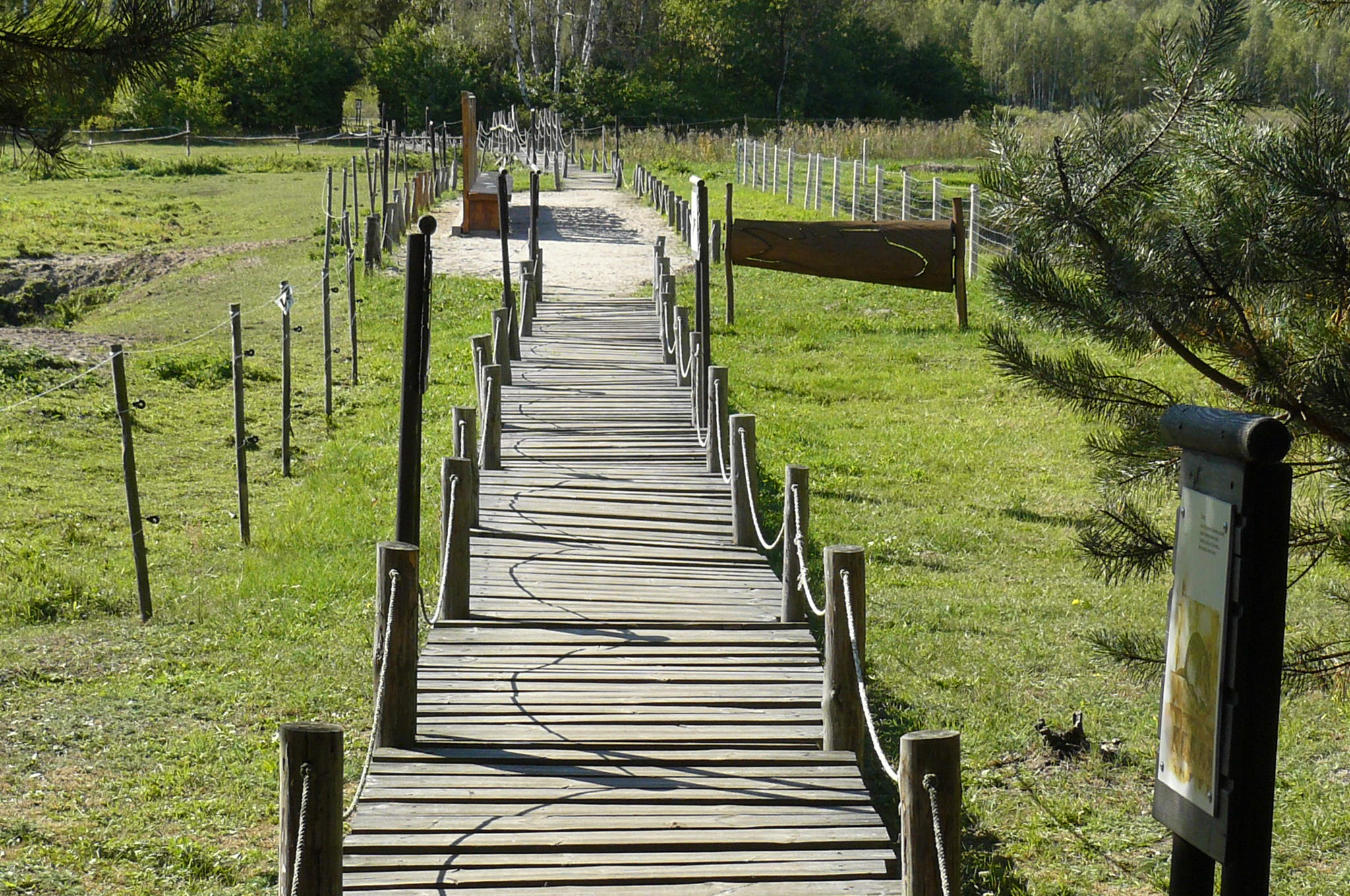
Mosty przez Rygę

Park powstał w 2011 z inicjatywy Fundacji "Gebiczyn" (działającej od 1997), a zrealizowano go w ramach konkursu "Pięknieje wielkopolska wieś", dofinansowanego przez wielkopolski Urząd Marszałkowski. Parkowi towarzyszy Centrum Praktyk Kulturalnych i Integracji Społecznej. Celem działania tych instytucji idea połączenia działań socjalnych na rzecz dzieci z działaniami na rzecz osób dorosłych, w tym długotrwale bezrobotnych. 

## Charakterystyka
Na nieużytkowanych polanach śródleśnych zorganizowano teren rekreacyjny i edukacyjny ze stawem, ścieżkami, miejscami wypoczynku i drewnianymi mostami przez rzekę Rygę. Teren oczyszczono, a uczestnicy warsztatu ogrodniczego i architektury zieleni zaprojektowali i urządzili wyspę z kamieni, obsadzoną roślinami ozdobnymi. Częściowo wyłożona drewnianymi deskami ścieżka dydaktyczna "Co pełza i hasa po łąkach i lasach" prowadzi wokół parku, a przy niej rozstawiono tablice informacyjne dotyczące zagadnień przyrodniczych. Oprócz tego umieszczono tu zagrodę konika polskiego, siłownię, rzeźby plenerowe (w tym drewniane, obrazujące cztery pory roku), wigwam, a w starej stajni urządzono siedzibę Centrum Integracji. Część prac plenerowych pozostawili po sobie uczniowie Zespołu Szkół Plastycznych im. Antoniego Kenara w Zakopanem, którzy tworzyli tu pod kierunkiem Andrzeja Mrowca.